# Куліковський Олександр Володимирович
Олекса́ндр Володи́мирович Куліко́вський ( 1977-2 березня 2014) — старший прапорщик Міністерства внутрішніх справ України.
Інспектор дорожньо-патрульної служби. В ніч на 3 березня 2014 року невідомі розстріляли міліціонерів на КПП «Биківня», загинули Ігор Мазур, Сергій Ригун та Олександр Куліковський.

## Нагороди
21 серпня 2014 року — за особисту мужність і героїзм, виявлені у захисті державного суверенітету та територіальної цілісності України, вірність військовій присязі під час російсько-української війни, відзначений — нагороджений орденом «За мужність» III ступеня (посмертно).